# Delicatessen (filme)
Delicatessen é um filme francês de 1991 dirigido por Jean-Pierre Jeunet e Marc Caro.

## Sinopse
Esta comédia de humor negro se passa num futuro em que a comida é tão escassa que acaba usada como moeda de troca. O enredo do filme concentra-se num prédio cujo proprietário assassina seus inquilinos para vender sua carne e garantir sua sobrevivência.